# Bezirk Tablat
Der Bezirk Tablat war bis 1918 eine Verwaltungseinheit des Kantons St. Gallen in der Schweiz. Er entstand 1831 durch Aufteilung des bisherigen Bezirks Rorschach in den Bezirk Tablat und den «neuen» Bezirk Rorschach.
Der Bezirk Tablat bestand aus den Gemeinden Häggenschwil, Muolen, Tablat und Wittenbach. Laut dem «Vollständigen Ortslexikon der Schweiz» von 1862 zählte der Bezirk 7643 meist katholische Einwohner.

## Politische Gliederung
Der Bezirk Tablat umfasste folgende 4 Gemeinden:
| Wappen       | Name der Gemeinde | Einwohner (31. Dezember 2023) | Fläche in km² | Einw. pro km² |
| ------------ | ----------------- | ----------------------------- | ------------- | ------------- |
| Häggenschwil | Häggenschwil      | 1431                          | 9,07          | 158           |
| Muolen       | Muolen            | 1257                          | 10,33         | 122           |
| Tablat       | Tablat            | 23'456                        | 22,40         | 1047          |
| Wittenbach   | Wittenbach        | 10'026                        | 12,20         | 822           |

Mit der Stadtverschmelzung am 30. Juni 1918 wurde der Bezirk Tablat mit dem Bezirk Stadt St. Gallen zum Bezirk St. Gallen vereinigt.